# هورتشاتا

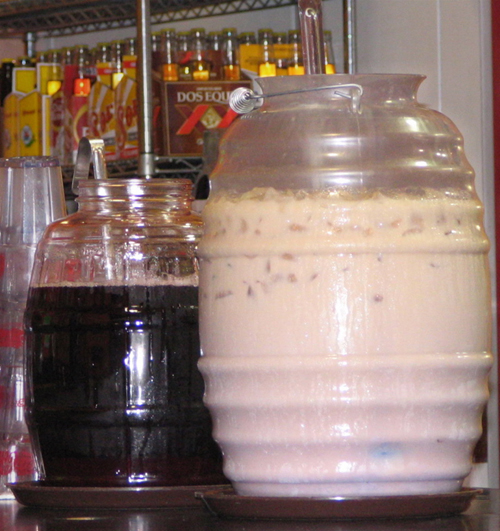
اثنين من الجرار الكبيرة من آغوا فريسكا في سياتل، واشنطن، الولايات المتحدة الأمريكية. على اليسار جرة من شاي كركديه

هُرشاتة أو أُرشاتة أو (نقحرة:هورتشاتا، أورشاتا) (بالإسبانية: orxata)‏ هو اسم لعدة أنواع من المشروبات المصنوعة من اللوز، بذور السمسم، الأرز، الشعير، والسعد اللذيذ (chufas)، أو بذور البطيخ.

## أصل التسمية
الاسم مستمد من اللغة البلنسية orxata، أو ربما من ordita، فهناك الهُرشاتة الإيطالية، الفرنسية والإنجليزية ربما لهم نفس المنشأ، وعلى الرغم من أن المشروبات نفسها تباعدت في الوقت الحالي تباعدت، إلا أنها كانت ذات أصل مشترك في وقت سابق.
هناك العديد من الأسطورات التي تؤكد على أن أصل هذه الكلمة ربما تعود إلى استخدامها من طرف خايمي الأول ملك أراغون، والذي كان أول من أعطيى الشراب في البورايا، كما قيل أنه قد هتف باللغة البلنسية قائلا
«Açò és أو xata!» ("هذا الذهب، يا حبيبي!")

## إسبانيا

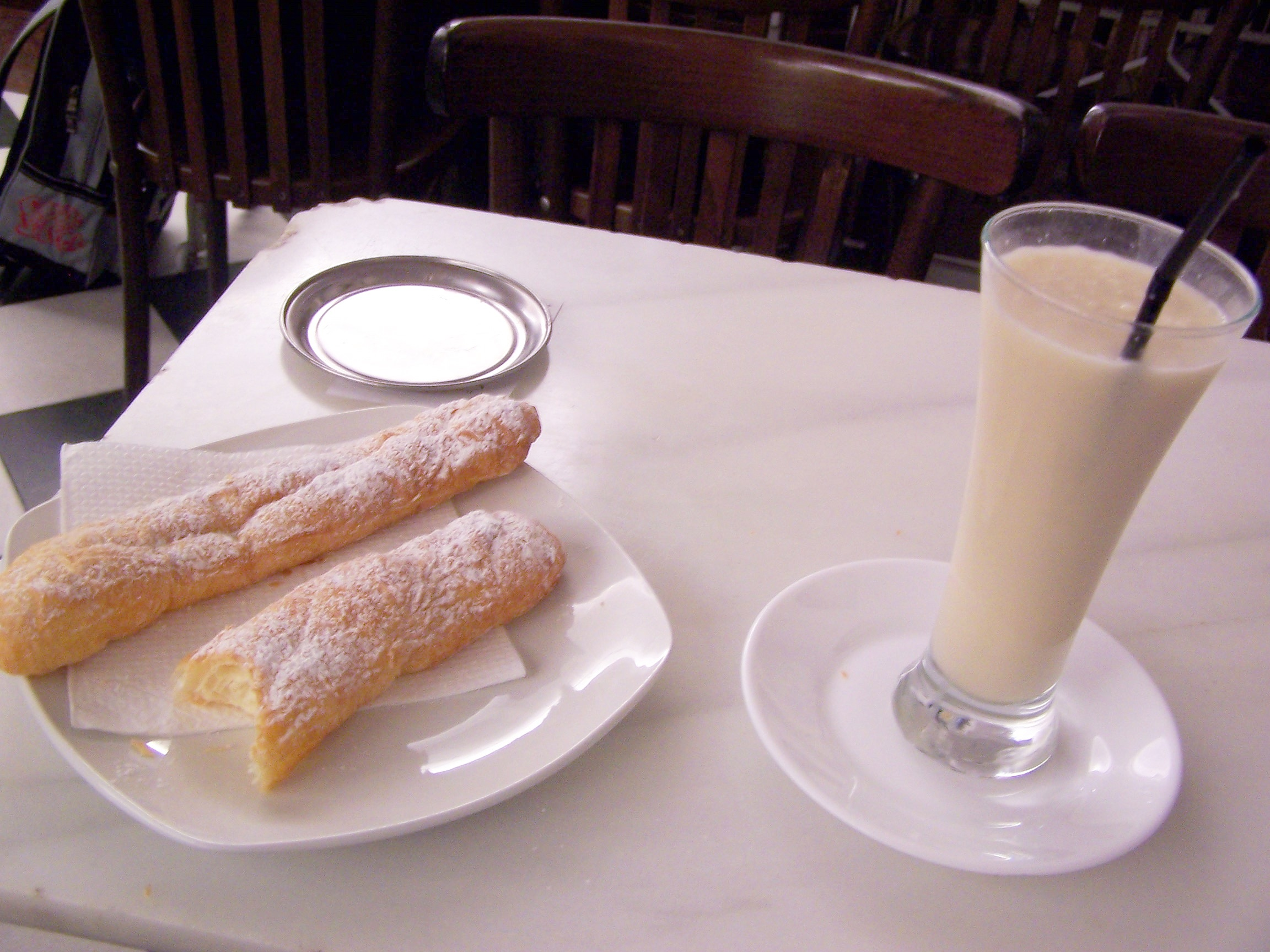
كوب من هُرشاتة في بلنسية

كانت فكرة جعل هُرشاتة مكونة من حب الزلم الأصفر (سعد لذيذ) ذات أصل بلنسيّ، حيث أن أول من اقترح الفكرة كانت الطائفة المسلمة في بلنسية (من 8 إلى 13 قرنا).
نظم مجلس الإقليم  هذا النوع من الأكلات لضمان جودة المنتج، كما أن قرية البُرَيجة معروفة جيدا بنوعية صناعتها لها.
يخدم هذا المشروب عادة من المرطبات في الصيف، وغالبا ما تقدم مع مأكولات أخرى كما تستخدم أحيانا بديلا عن الحليب في حالة عدم تحمل اللاكتوز.

## أمريكا اللاتينية
يختلف طعم هُرشاتة في جميع أنحاء أمريكا اللاتينية.
بينما في بعض البلدان، فالشراب عادة ما يتكون من بعض وصفات الحليب، والبعض الآخر لا. كما أن هناك بعض المكونات التي غالبا ما تشمل السكر، القرفة والفانيليا. على الرغم من أن هُرشاتة عادة ما تكون محلية الصنع، لكنها متوفرة الآن جاهزة للشرب (ساخنة أو مبردة) أو على شكل مسحوق في محلات البقالة.
تشكل هُرشاتة جنبا إلى جنب مع تاماريندو وشاي كركديه، ثلاثية نموذجية للنكهات في كل من المكسيكية وآغوا فريسكا.
- في المكسيك وغواتيمالا، غالبا ما تُصنع الهُرشاتة من الأرز، وفي بعض الأحيان تضاف إليها الفانيليا وكذلك القرفة.[9][10]
- في أمريكا الوسطى، مثل بلدان السلفادور، نيكاراغوا، هندوراس، كوستاريكا، فإن الهُرشاتة يشير إلى شراب قد يحمل أحيانا اسم سيميلا دي جيكارو حيث أنه يُصنع من بذور الأرض رفقة الأرز والتوابل مثل الكاكاو، القرفة، بذور السمسم، جوزة الطيب، الفانيليا ثم المكسرات الأخرى التي يمكن أن تستخدم أيضا والتي تشمل الفستق واللوز والكاجو. أما الهُرشاتة في كوستاريكا فهو شراب يحظى بشعبية كبيرة خاصة في منطقة المحيط الهادئ، على الرغم من أنه يستهلك على نطاق واسع في بقية البلاد، إلا أن نيكاراغوا بدأت في تصدير هذا المنتج في المقام الأول إلى الولايات المتحدة.
- في بورتوريكو، فإن هُرشاتة يسمى هُرشاتة دي أجونجولي ويصنع من السمسم، الماء المغلي مع السكر، الفانيليا والقرفة. وعند الانتهاء من الماء يسكب على بذور السمسم وتترك طوال الليل، هذا مع حرية إضافة أضاف الأرز، اللوز المطحون، الحليب، حليب جوز الهند، فلفل إفرنجي أو الروم.
- في فنزويلا، عادة ما تًصنع الهُرشاتة مع بذور السمسم والماء والسكر في المنطقة الغربية، وهناك أيضا تشيتشا المصنوعة من طحين الأرز والحليب ثم السكر. كما أن هناك مشروب كحولي ببديل يسمى تشيتشا اندينا ويصنع عادة من دقيق الذرة المخمرة.
- في الإكوادور، فإن الهُرشاتة يحضى بشعبية نسبية، حيث تصنع عادة من الأعشاب، وهي أكثر شهرة في مقاطعة لوخا.

## الولايات المتحدة

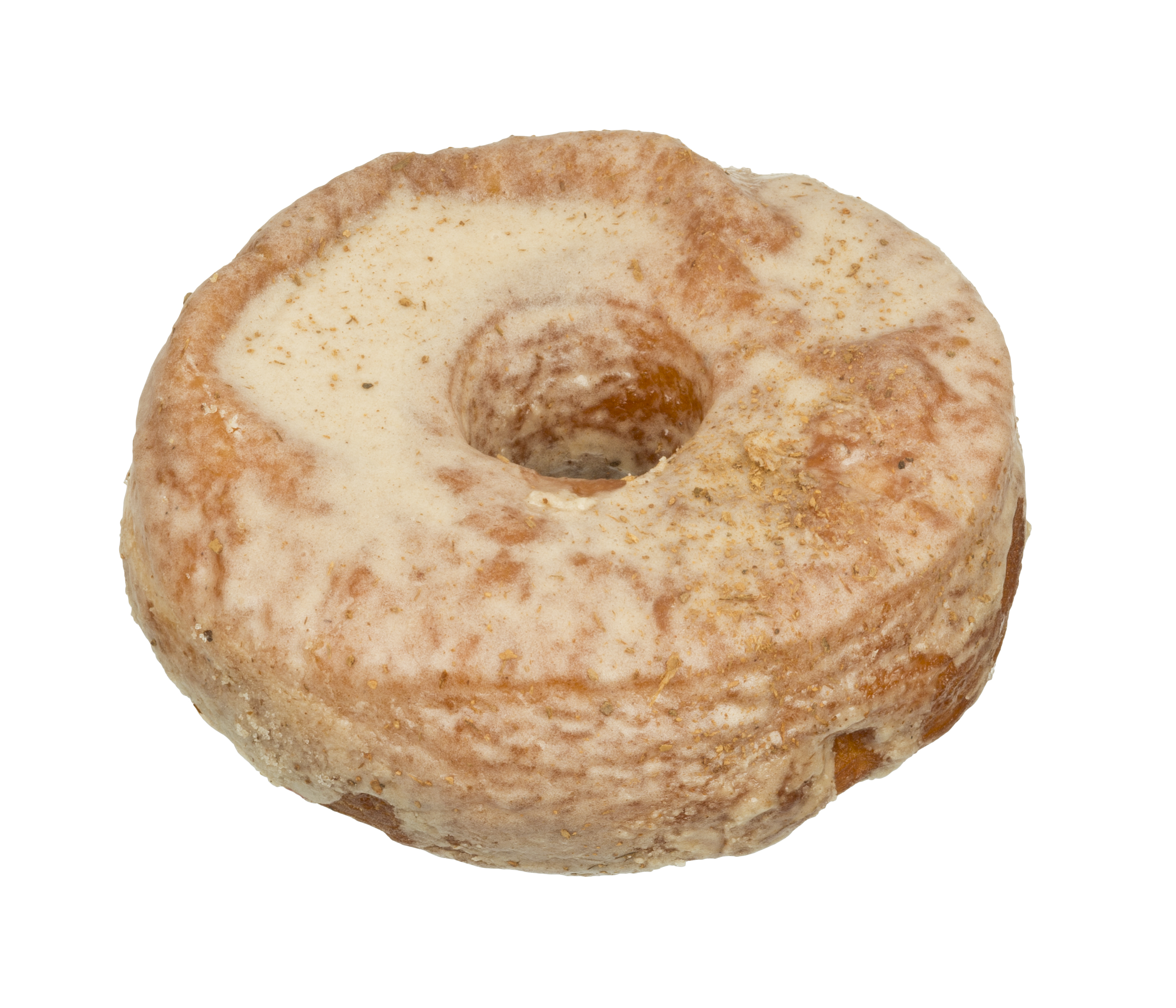
هُرشاتة بشكل دائري

- في الولايات المتحدة، هناك هُرشاتة الأرز[11][12][13] (هُرشاتة كالاباش خياري) والتي تقدم في العديد من المطاعم اللاتينية، بينما هُرشاتة دي شيفاس (tigernut) غير معروفة تقريبا. كما تجدر الإشارة إلى أن هُرشاتة الأرز متاحة في بعض الأحيان في البقالة والمتاجر.
- بعض السموذي، المحلات التجارية، المقاهي وكذلك محلات ماكدونالدز المتواجدة في الولايات المتحدة تقوم تجريب نوع جديد من الهُرشاتة.[14]

## وصلات خارجية
- تنظيم مجلس تسمية المنشأ «كهف دي بلنسية»: مجلس تنظيم tigernut هُرشاتة في بلنسية
- مقال عن Horxata, Ltd.: بلنسية هُرشاتة في مدينة نيويورك